# Бурд Ярослав Антонович
Бурд Ярослав Антонович (5 квітня 1945, с. Подрусів Томашівського повіту Люблінського воєводства, Польща) — український живописець. Член НСХУ (1992).

## Життєпис
Восени 1945 з родиною депортований в Україну.
Від 1966 — в Тернополі. Закінчив Львівське училище імені Івана Труша, університет імені Н. Крупської (м. Москва, нині РФ), Український поліграфічний інститут (1995, нині Академія друкарства) у Львові. Від 1982 працював у Тернопільському художньому комбінаті; нині на творчій роботі.
Працює в галузі станкового і монументального малярства. Учасник всеукраїнських та міжнародних виставок.
Створив цикл композицій на тематику Чорнобильської катастрофи, серію картин на релігійну тематику та ін.

## Творчість
Серед творів:
- «Чи буде суд?! Чи буде кара?..» (1989, темпера, картон);
- «Дума калинова» (портрет Тараса Шевченка, 1990, олія, картон);
- «Агресивна композиція» («Російський тоталіризм»; 1991, металопластика);
- «Життя прожити — не поле перейти» (1999, металопластика);
- триптихи «Різдвяний натюрморт», «Без назви» (обидва — 2002).

Розписав церкви у селах Іване-Пусте Борщівського (1995—1997) і Лошнів Теребовлянського районів (1999).
Твори зберігаються у ТОКМ, ТХМ, приватних колекціях у різних країнах.